# Rio Katar
O rio Katar é um curso de água da região central da Etiópia. Este rio nasce nas encostas glaciares do Monte Kaká e Montanha Badda na zona Arsi. Entre os seus afluentes é de mencionar o rio Gonde.
O rio Katar apresenta um declive geralmente acentuado. As áreas aptas para irrigação são poucas e com uma extensão muito limitada. Este rio que tem uma bacia de 3 400 km² e desagua no Lago Ziway.